# Amori e sparatorie
Amori e sparatorie (Diary of a Mad Black Woman) è un film statunitense del 2005 diretto da Darren Grant.
È tratto dall'opera teatrale omonima (Diary of a Mad Black Woman) di Tyler Perry del 2001.

## Trama
Helen e Charles hanno avuto tutto dalla vita: bei vestiti, una casa da sogno e soldi a palate. Sposati da 18 anni sono l'emblema della coppia perfetta, o almeno così sembra. Charles infatti ha un'amante e decide di sfrattare Helen, proprio di fronte all'amichetta. Ritrovatasi da un giorno senza un tetto e senza un dollaro in tasca, alla donna non rimane altro che iniziare il diario di una nuova vita e chiedere aiuto a nonna Madea, un'astuta "vecchina", con la testa sulle spalle e la pistola sempre a portata di mano...

## Sequel
Nel 2006 è stato realizzato il sequel Riunione di famiglia con pallottole.